# Venetian Snares
Venetian Snares is de artiestennaam van Aaron Funk, afkomstig uit Winnipeg, Manitoba, in Canada. Hij is bekend geworden door het maken van breakcore in bijzondere ritmes, zoals de 7/8 maat. Hij heeft muziek uitgebracht op de platenlabels Planet-Mu, Hymen, Isolate, Zhark International, CLFST, History Of The Future, Low Res Records, Dyslexic Response. Bang A Rang, Addict Records, Coredump, Double H Noise Industries, Hangars Liquide en Sublight Records. Zijn genre-stijl is uniek en varieert van Breakcore, illbient, ambient, drill 'n bass tot lounge.

## Discografie

### Als Venetian Snares

#### Albums
- Eat Shit And Die (1998, split met DJ Fishead, eigen beheer)
- Spells (1998, eigen beheer)
- Subvert! (1998, eigen beheer)
- Fuck Canada // Fuck America (1999, CLFST, split met Stunt Rock)
- printf("shiver in eternal darkness/n"); (2000, Isolate Records)
- Making Orange Things (2001, Planet Mu, samenwerking met Speedranch)
- Songs About My Cats (2001, Planet Mu)
- Doll Doll Doll (2001, Hymen Records)
- Higgins Ultra Low Track Glue Funk Hits 1972–2006 (2002, Planet Mu)
- Winter in the Belly of a Snake (2002, Planet Mu)
- Find Candace (2003, Hymen Records)
- The Chocolate Wheelchair Album (2003, Planet Mu)
- Huge Chrome Cylinder Box Unfolding (2004, Planet Mu)
- Winnipeg Is a Frozen Shithole (2005, Sublight Records)
- Rossz csillag alatt született (2005, Planet Mu)
- Meathole (2005, Planet Mu)
- Cavalcade of Glee and Dadaist Happy Hardcore Pom Poms (2006, Planet Mu)
- Hospitality (2006, Planet Mu)
- My Downfall (Original Soundtrack) (2007, Planet Mu)
- Detrimentalist (2008, Planet Mu)[1]
- Filth (2009, Planet Mu)
- My So-Called Life (2010)
- My Love Is a Bulldozer (2014, Planet Mu)
- Traditional Synthesizer Music (2016, Timesig Records)

#### 12 en 7 inch, ep's en mini-uitgaven
- Fake:Impossible (1997, eigen beheer)
- Greg Hates Car Culture (1999, History of the Future)
- Salt (2000, Zhark International)
- 7 Sevens.med EP (2000, Low Res)
- White Label (2001, Hangars Liquides)
- Defluxion / Boarded Up Swan Entrance (2001, Planet Mu)
- Shitfuckers!!! (2001, Dyslexic Response)
- The Connected Series #2 (samenwerking met Cex) (2001, Klangkrieg)
- A Giant Alien Force More Violent & Sick Than Anything You Can Imagine (2002, Hymen Records)
- Badminton (2003, Addict Records)
- Einstein-Rosen Bridge (2003, Planet Mu)
- Nymphomatriarch (2003, Hymen Records, samenwerking met Hecate)
- Skelechairs (2004, Addict Records, samenwerking met Doormouse)
- Moonglow / This Bitter Earth (2004, Addict Records)
- Horse and Goat (2004, Sublight Records)
- Infolepsy EP (2004, Coredump Records)
- Pink + Green (2007, Sublight Records)
- Miss Balaton (2008, Planet Mu)
- Detrimentalist (2008, Planet Mu)
- Horsey Noises (2009, Planet Mu)

### Als Snares Man!
- Clearance Bin/ Breakbeat Malaria (2001, History Of The Future)

### Als BeeSnares
- Leopards Of Mass Destruction (2003, Death$ucker Records, split met Fanny)

### Als Vsnares
- 2370894 (2002, Planet Mu)

### Als Last Step

#### Albums
- Last Step (2007, Planet Mu)
- 1961 (2008, Planet Mu)

#### 12 en 7 inch, ep's en mini-uitgaven
- You're A Nice Girl (2005, Planet Mu)
- Bhavani (2006, Project 168)

### Als Snares
- Sabbath Dubs (2007, Kriss Records)